# 月刊コミック電撃大王
『月刊コミック電撃大王』（げっかんコミックでんげきだいおう）は、株式会社KADOKAWA（アスキー・メディアワークスブランド）より発売されている少年・青年向け漫画雑誌である。

## 概要
源流は、バンダイが1988年から発行していた『サイバーコミックス』。『サイバーコミックス』の後継となる『MS SAGA』（1993年 - 、途中からメディアワークス刊行）と『メディアコミック・ダイン』がパソコン雑誌『電撃王』の付録雑誌『コミック電撃王』の独立創刊に合流し、1994年4月18日に電撃王増刊の季刊誌『コミック電撃大王』として創刊。
隔月刊化（1996年12月18日発売の1997年2月号から）→月刊化（1999年6月18日発売の同年8月号から。21日発売になったのは2001年4月21日発売の同年6・7月合併号から）を経て、現在の誌名『月刊コミック電撃大王』となる。
月刊化以降はメディアミックス作品に範囲を広げ、誌面の半分近くをアニメやゲーム、小説からのコミカライズ作品が占めている。同人出身の漫画家が多いため、コミックマーケットの開催時期になると休載したり減ページする作品が多く、漫画雑誌として不安定な体質は創刊以来あまり変わっていない。事前告知無しの休載、長期休載のまま再開されずに連載終了、打ち切り同然の最終回、単行本の未刊行といった事態が頻繁に発生する。
毎号かなりの数の連載が休載しているが、巻末目次ページの休載告知が「前号の告知通り」の休載と「作者都合」の休載を区別して記載しているという珍しい雑誌でもあり、マイナー誌の創刊休刊が激しい中ではアニメ化作品を中心として安定した人気を誇っている。
長年「印刷インクが手に付く」との不評があったが、2005年9月号から印刷を改善したためインクが手に付きにくくなったがそれでも指先は黒く染まる。また、上質の紙になったことでページ数はそのままで本の厚さも約半分になった。
2007年12月号まで表紙に「最先端コミック世代に贈る超高画質コミック誌!!」との表記があったが、現在はなくなっている。2017年現在のコピーは「すべてのコンテンツファンに贈る最強コンテンツマガジン!!」。
2008年6月号より休刊した姉妹誌の『月刊電撃コミックガオ!』を吸収合併し、7本の連載を引き継ぐ。それに伴い、2008年8月号から誌面をリニューアルした。掲載作品が増加してページ数が増え、厚さが2005年9月以前と同程度に戻った。また発売日も、毎月21日から27日へと変更になった。
2010年には創刊15周年記念企画として特別仕様の痛チャリが販売された。
　
2013年6月号からロゴが約5年ぶりに変更され、それに伴い公式サイトもリニューアルされた。
増刊には『電撃萌王』（でんげきもえおう）、『電撃帝王』（でんげきていおう、現在休刊中）、少女漫画誌『シルフ』（現在休刊中）、対象年齢を上げた『電撃大王ジェネシス』（でんげきだいおうジェネシス、現在休刊中）がある。2013年9月、4コマ作品やギャグ作品に特化した『コミック電撃だいおうじ』を創刊した。

## 現在連載中の作品

### 雑誌オリジナル
- あくまでも恋愛がしたい!（Byte、2025年5月号 - ）
- 苺ましまろ（ばらスィー）
- 幼なじみの高校生のあいだに肉体関係は成立するか。（紺矢ユキオ、2023年12月号 - ）
- カノジョをキャラメイク!（シスイ青、2023年12月号 - ）
- キレてるふたりの出張めし（岩国ひろひと、2024年6月号 - ）
- 篠原君ちのおうちごはん! 〜ただ、隣に住んでいる女の同僚と毎晩、ご飯を食べる話〜（原作：七野りく 作画：眞次ズンタロウ、2023年3月号 - ）
- 新米姉妹のふたりごはん（柊ゆたか、2015年8月号 - ）
- なかなか稀少な光谷さん（きあま紀一、2023年10月号 - ）
- 僕と君（ギャル）が夫婦になるまで（しの、2023年2月号 - ）
- 僕の彼女はデッカワイイ（sanorin、2024年9月号 - ）
- 星喰い殺しのイグナロ（山路新、2024年4月号 - ）
- やっぱりチンチランド（大川ぶくぶ、2023年11月号 - ）
- よつばと!（あずまきよひこ、2003年3月号 - ）

### メディアミックス企画・コミカライズ
- 悪役貴族として必要なそれ（原作：まさこりん 作画：夏野うみ キャラクターデザイン：村カルキ、2023年12月号 - ）
- 安達としまむら（原作：入間人間 作画：柚原もけ キャラクターデザイン：のん、2019年7月号 - ）
- Unnamed Memory（原作：古宮九時 作画：越水ナオキ キャラクターデザイン：chibi、2020年11月号 - ）
- 女鍛冶師はお人好しギルドに拾われました〜新天地でがんばる鍛冶師生活〜（原作：日之影サラ、作画：百井一途、キャラクターデザイン：みつなり都、2022年5月号 - ）
- 家事代行のアルバイトを始めたら学園一の美少女の家族に気に入られちゃいました。（原作：塩本 作画：ウルア キャラクターデザイン：秋乃える、2024年11月号 - ）
- かまって新卒ちゃんが毎回誘ってくる（原作：凪木エコ 作画：文雅 キャラクターデザイン：Re岳、2022年10月号 - ）
- 嫌われ皇子のやりなおし 〜辺境で【闇魔法】を極めて、最強の眷属と理想の王国を作ります〜（原作：苗原一 漫画：阿部花次郎 キャラクターデザイン：高峰ナダレ、2022年12月号 - ）
- ギルドの受付嬢ですが、残業は嫌なのでボスをソロ討伐しようと思います（原作：香坂マト 作画：優木すず キャラクターデザイン：がおう、2021年8月号 - ）
- 近畿地方のある場所について（原作：背筋 作画：碓井ツカサ、2024年1月号 - ）
- グラン&グルメ 〜器用貧乏な転生勇者が始める辺境スローライフ〜（漫画：雛咲葉、原作：えりまし圭多、キャラクターデザイン：榊原瑞紀、2024年5月号 - ）
- 限界超えの天賦は、転生者にしか扱えない －オーバーリミット・スキルホルダー－ （原作：三上康明 作画：長月みそか キャラクターデザイン：大槍葦人、2021年1月号 - ）
- ご近所JK伊勢崎さんは異世界帰りの大聖女（原作：深見おしお 作画：春乃えり キャラクターデザイン：えいひ、2025年2月号 - ）
- 左遷された無能王子は実力を隠したい（原作：茨木野 作画：七桃りお キャラクターデザイン：ハル犬、2022年6月号 - ）
- 自動販売機に生まれ変わった俺は迷宮を彷徨う（原作：昼熊 漫画：九二枝、キャラクターデザイン：憂姫はぐれ、2021年10月号 - ）
- 死神に育てられた少女は漆黒の剣を胸に抱く（原作：彩峰舞人 作画：松風水蓮 キャラクターデザイン：シエラ、2019年9月号 - ）
- 真の実力はギリギリまで隠していようと思う (原作：猫夜叉 作画：亀小屋サト キャラクターデザイン：鍋島テツヒロ、2020年12月号 - ）
- 人脈チートで始める人任せ英雄譚（原作：坂石遊作 作画：元鷲多義 キャラクターデザイン：Noy、2022年3月号 - ）
- 前世が伝説の大魔女だった不遇聖女は皇帝陛下に溺愛されています（漫画：村上ゆいち、原作：十夜、2024年12月号 - ）
- ソードアート・オンライン Re:Aincrad（原作：川原礫 作画：樹深 構成：佐藤ミト キャラクターデザイン：abec、2021年12月号 - ）
- 男子禁制ゲーム世界で俺がやるべき唯一のこと 百合の間に挟まる男として転生してしまいました（原作：端桜了 作画：久園亀代 キャラクターデザイン：hai、2025年2月号 - ）
- 男女の友情は成立する?（いや、しないっ!!）（原作：七菜なな 作画：Kamelie キャラクターデザイン：Parum、2021年10月号 - ）
- 天才錬金術師は気ままに旅する 〜500年後の世界で目覚めた世界最高の元宮廷錬金術師、ポーション作りで聖女さま扱いされる〜（原作：茨木野 作画：明日かかん キャラクターデザイン：麻先みち、2024年2月号 - ）
- 転生した空間魔法使いは正体隠して目立ちたい!（原作：岳鳥翁 作画：るり原ズラチー キャラクターデザイン：KeG、2025年5月号 - ）
- とある暗部の少女共棲（原作：鎌池和馬 作画：strelka キャラクターデザイン：はいむらきよたか・ニリツ、2023年12月号 - ）
- とある科学の超電磁砲（原作：鎌池和馬 作画：冬川基 キャラクターデザイン：はいむらきよたか、2007年4月号 - ）
- とらドラ!（原作：竹宮ゆゆこ 作画：絶叫、2008年5月号 - ） - 『電撃コミックガオ!』から移籍
- 外れ勇者だった俺が、世界最強のダンジョンを造ってしまったんだが?（漫画：川崎命大、原作：九頭七尾、キャラクターデザイン：ふらすこ、2024年12月号 - ）
- Fate/stay night [Unlimited Blade Works]（原作：TYPE-MOON 漫画：森山大輔、2022年2月号 - ）
- 冒険者になれなかった俺、スキル「おっぱい矯正」で悩めるあの子を人助け!?（原作：春一 作画：ぺい、2024年1月号 - ）
- 本能寺から始める信長との天下統一（原作：常陸之介寛浩 作画：村橋リョウ キャラクターデザイン：茨乃、2020年10月号 - ）
- 魔王討伐したあと、目立ちたくないのでギルドマスターになった（原作：朱月十話 作画：ROHGUN キャラクターデザイン：鳴瀬ひろふみ、2019年6月号 - ）
- 魔法科高校の優等生 2nd Season（原作：佐島勤 作画：おだまさる キャラクターデザイン：石田可奈、2021年4月号 - ）
- 魔法科高校の劣等生 エスケープ編（原作：佐島勤 作画：柚木N' キャラクターデザイン：石田可奈、2023年3月号 - ）
- 魔法科高校の劣等生 動乱の序章編（原作：佐島勤 作画：飛口芽衣 キャラクターデザイン：石田可奈、2023年3月号 - ）
- 野人転生（原作：野人 作画：小林嵩人、2019年7月号 - ）
- 訳あり伯爵様と契約結婚したら、義娘（六歳）の契約母になってしまいました。（原作：黒猫かりん ボダックス 作画：榎のと、2024年3月号 - ）
- 私は偽聖女らしいので、宮廷を出て隣国で暮らします（原作：八茶橋らっく 作画：まりむぅ、キャラクターデザイン：持月コモチ、2024年3月号 - ）

## 休載中
休載と発表されても、再開されないまま何年も過ぎて事実上の打ち切りになっている作品がほとんどである。
- 機動戦士Ζガンダム外伝 アドバンス・オブ・Ζ 刻に抗いし者（原案：矢立肇・富野由悠季、ストーリー：神野淳一、作画：暁葉悠、2013年1月号 - 2013年10月号） - 2014年7月号にて作者体調不良を理由に連載休止告知
- 天色くろすおーばー（藤枝雅） - 『電撃大王ジェネシス』から移籍
- 禍神風塵帖（うたたねひろゆき）
- きたぐに便りっ（田舎侍） - 電撃コミックグランプリ受賞作家
- 天体のメソッド（原案・脚本：久弥直樹 作画：浪咲ゆか、2014年10月号 - 2015年3月号） - 2015年12月号にて作者都合を理由に連載休止告知
- トリコロ（海藍） - 芳文社刊『まんがタイムきらら』から移籍。連載から不定期掲載に移行したとされているが、連載終了後は一度も掲載されていない。
- ノイジィ・ガール（原作：倉田英之 作画：鳴子ハナハル） - 隔月連載から正式に不定期掲載となる前から休載がほとんどで、実質不定期掲載だった。
- HAPPY★LESSON ママ先生は最高!（森真之介） - 2004年5月号掲載分を最後に休載
- 悠久黙示録エイドロンシャドー（うるし原智志 原案：よしもときんじ）
- リスティス（うたたねひろゆき）　- 『コンプティーク』から移籍

## 過去に連載されていた作品

### 雑誌オリジナル
- あしたの今日子さん 特別編（いわさきまさかず） - 『電撃大王GENESIS』より出張短期集中連載
- あずまんが大王（あずまきよひこ）
- あなたの勇者浮気してますよ（晴十ナツメグ、2017年6月号 - 2019年3月号）
- 兄と妹のしたいしたいしたいコト（葉乃はるか、2022年2月号 - 2024年1月号）
- 天乞 -あまごい-（ていか小鳩、2009年9月号 - 2012年1月号）
- あまりまわり（黒田bb、2013年8月号 - 2016年3月号）
- 雨でも晴れでも（あらた伊里、2020年2月号 - 2022年4月号）
- 生きてるだけでえらい!ってハイネさんが言うから（沼地どろまる、2023年1月号 - 2024年8月号）
- イグナクロス零号駅 (CHOCO、2010年6月号 - ) - 最終回で新シリーズ予定の告知あり
- 一撃殺虫!!ホイホイさん（田中久仁彦）
- 一度だけでも、後悔してます。（宮原都、2019年8月号 - 2021年4月号）
- ヴァルハラ（原作：山口宏、作画：イセダイチケン）
- Venus Versus Virus（鈴見敦） - 『電撃コミックガオ!』から移籍
- 宇宙人プルマー（高雄右京）
- エバーグリーン（原作：竹宮ゆゆこ 作画：カスカベアキラ、2013年5月号 - 2015年5月号） - 『電撃大王ジェネシス』から移籍、2014年秋までは隔月連載
- 万能魔薬はありまセン!（ぴかお、2016年9月号 - 2017年7月号）
- 演撃少女命（林家志弦）
- ANGEL FOYSON（澁澤工房）
- 王国ゲェム（天瀬晴之、2013年6月号 - 2018年9月号）
- 大奥チャカポン!（まいたけ、2009年6月号 - ）
- おにふたつ（藤松盟、2017年6月号 - 2018年7月号）
- お見合いにすごいコミュ症が来た（矢野としたか、2023年11月号 - 2025年2月号）
- 俺のぱんつが狙われていた。（深山おから、2013年9月号 - 2016年4月号）
- カイダンにっき（晴十ナツメグ、2014年9月号 - 2015年12月号）
- 怪談部の京香さん（かれい、2019年10月号 - 2020年9月号）
- 怪物少年（山路新、2022年7月号 - 2023年2月号）
- 怪滅王と12人の星の巫女（七介、2015年7月号 - 2018年4月号）
- カクレガミ（烏丸渡、2020年4月号 - 2021年3月号）※2021年6月号にて連載終了が告知
- 風の住処 - 銀河標準時（山下いくと）
- 鍵姫物語 永久アリス輪舞曲（介錯）
- 籠の少女は恋をする（川浪いずみ、2017年8月号 - 2019年5月号）
- 髪切虫（ふくやまけいこ）
- 神さまがまちガえる（仲谷鳰、2021年12月号 - 2024年1月号）
- かみのこののこ（梅ちゃづけ、2018年6月号 - 2019年4月号）
- GUNSLINGER GIRL（相田裕、 - 2012年11月号）
- ガンドライバー（原作：ビトウゴウ 作画：せたのりやす）
- 神無（桐嶋たける）
- q.天上の音楽（植下、2020年7月号 - 2021年8月号）
- 金星のリヴェール（沼地どろまる、2020年3月号 - 2021年5月号）
- 草野と希♨（岩国ひろひと、2021年4月号 - 2022年4月号）
- くらクラ（針玉ヒロキ）
- 来栖ありすはクールでいたい（御眼鏡、2019年6月号 - 2020年9月号）
- 鉄コミュニケイション（原作：かとうひでお 作画：たくま朋正）
- クラスメイト(♀)と迷宮の不適切な攻略法（紺矢ユキオ、2011年6月号 - ）
- クロノスヘイズ（高野真之） - 敵との戦いの最中に連載終了。2003年時点では作者のホームページで「続きは単行本で描き下ろす」と告知されていたが、10年以上を経た2014年より『漫画アクション』（双葉社）でリメイク版の連載が始まった[4]。
- ケメコデラックス!（いわさきまさかず、 - 2011年8月号） - 『電撃コミックガオ!』から移籍
- 現代魔女の就職事情（原作：相沢沙呼 作画：はま、2015年6月号 - 2018年2月号）
- こいこい★生徒会（あらきかなお）
- 恋する乙女はエロマンガに夢をみる（吉北ぽぷり、2019年10月号 - 2020年9月号）
- こいとうたたね（鳥生ちのり、2016年3月号 - 2018年6月号）
- 恋の撮り方（たなかのか、2017年7月号 - 2018年11月号）
- 合格のための! やさしい三角関係入門（缶乃、2020年3月号 - 2021年3月号）
- 声の小さい小森さんとクソデカ大声の大林くん（べっこうリコ、2020年6月号 - 2021年12月号）
- ココロ図書館（髙木信孝）
- この島には淫らで邪悪なモノが棲む（原つもい、2014年6月号 - 2018年5月号）
- この世はガマンが多すぎる!（御眼鏡、2022年11月号 - 2024年8月号）
- こはるびより（みづきたけひと） - 『電撃萌王』連載中、本誌では短期集中連載
- こもりクインテット!（原作：杉井光 作画：Tiv、2013年8月号 - 2015年7月号） - 隔月連載
- 殺し屋ちゃんと死なないターゲット（古賀由人、2020年3月号 - 2021年4月号）
- 桜井さんは気づいてほしい（あきのそら、2019年12月号 - 2022年4月号）
- さらば、佳き日（茜田千、2019年7月号 - 2023年1月号） - 『COMIC it』から移籍、隔月連載
- 飼育員さんは異世界で動物園造りたいのでモンスターを手懐ける（川崎命大、2020年2月号 - 2022年5月号）
- Gの影忍（こやま基夫） - 『サイバーコミックス』から移籍
- JC no Life!（えんぎよし、2014年11月号 - 2017年8月号）
- 思春期男子はどうかしている。（アメノ、2022年2月号 - 2024年6月号）
- SISTER RED（林家志弦）
- シャイナ・ダルク 〜黒き月の王と蒼碧の月の姫君〜（原作：中山文十郎 作画：緋賀ゆかり） - 『電撃帝王』から移籍。第1部完の扱い
- ジャグリ（袁藤沖人、2009年8月号 - ）
- 私立浜茄子中高等学校男子寮の戸惑い（円山晃、2018年3月号 - 2019年5月号）
- JINKI-真説-（綱島志朗） - マッグガーデン刊『コミックブレイド』から移籍
- 人生偏差値48の高校生が神様になりました。（原つもい、2012年4月号 - ）
- 好き好きだいちゅきつよつよソード（ノッツ、2022年1月号 - 2023年6月号）
- スクロオル（三島芳治、 - 2014年7月号）
- 青春おうか部（うかみ、 2012年6月号 - 2013年12月号）
- 聖戦教室（青インク、2015年7月号 - 2016年7月号）
- 世界で一番正しい吸血鬼の飼い方（まいたけ、2011年7月号 - ）
- 隻眼獣ミツヨシ（上山徹郎） - 『電撃大王』で連載を途中で打ち切られた後、3年のブランクをはさんで『JC.COM』（集英社）で『ミツヨシ完結編』として再開。
- セミリタイアした冒険者はのんびり暮らしたい（原作：久櫛縁 作画：糸瀬ねめ キャラクターデザイン：市丸きすけ、2021年1月号 - 2022年11月号）
- センパイ! オフィスラブしましょ♪（緑青黒羽、2019年7月号 - 2020年11月号）
- 相対性モテ論（原作：築地俊彦 作画：前田理想、2012年4月号 - ）
- その姉妹はたぶん恋する葦なのだ（紺矢ユキオ、2015年12月号 - 2017年7月号） - 単行本最終巻未発売。
- それが彼女のセイギなら（真田鈴、2010年7月号 - ）
- それは突然、運命の相手が（ヒロモトヒロキ）
- ゾンビ先生に噛まれたい（亀小屋サト、2016年11月号 - 2017年11月号）
- ダークウィスパー（山下いくと） - 未完のまま連載終了
- 退魔師と悪魔ちゃん（トナミショウ、2018年5月号 - 2020年5月号）
- 太陽の少女インカちゃん（小野敏洋）
- Doubt!（天乃咲哉、2012年10月号 - 2014年3月号）
- 高岩博士の異常な愛情（八房龍之助） - 代原として不定期掲載。
- 高千穂ほのか先輩が好きで好きで色々ガマンできない。（原つもい、2021年11月号 - 2022年10月号）
- 誰も知らない塔のある町（原作：あかほりさとる 脚本協力：印南遊 作画：つねよし、2014年8月号 - 2017年3月号）
- TICKTACK GANGAN（秋月亮）
- ちゅうふれ。（きあま紀一、2015年1月号 - 2016年9月号）
- 超感覚ANALマン（安永航一郎）
- 超常機動サイレーン（井原裕士）
- ちょろいですよ鬼殺さん!（いわさきまさかず、2019年4月号 - 2020年7月号）
- つぐみ先輩の好きはちょっと変（きあま紀一、2021年2月号 - 2022年6月号）
- D4プリンセス（原田将太郎）
- 定時で帰ってネコを吸う（ヒロイチ、2022年3月号 - 2023年6月号）
- テイレシアスの檻（竹葉久美子、2022年4月号 - 2023年6月号）
- デウスXマキナ（烏丸渡）
- でじぱら（髙木信孝）
- デモンポゼッション（青インク、2013年2月号 - 2014年3月号）
- 天下無双の乙女たちが俺の子種を奪い合っています!!!!!（長谷良えりあ、2023年5月号 - 2025年5月号）
- 電撃テンジカーズ（古賀亮一）
- 電撃ネコミミ侍（箱崎あきら）
- 電撃ももえサイズ（結城心一）
- DOLL MASTER（井原裕士）
  - ドールマスター・ぱられる（井原裕士） - 半年に1回あるワンダーフェスティバルのイベントレポート漫画として掲載されていたが、2008年の夏（エスカレーター事故レポート）を最後に、以降はフィギュア雑誌「フィギュアマニアックス乙女組」に移籍した。
- どきどきタイムトラブラー（原作：松倉慎、作画：鈴木がんま）
- 時魔術士の強くてニューゲーム 〜過去に戻って世界最強からやり直す〜（原作：坂木持丸　漫画：三千社ヒロ、キャラクターデザイン：きさらぎゆり、2022年9月号 - 2024年8月号）
- 特ダネ三面キャプターズ（海藍、2009年8月号 - ） - 芳文社刊『まんがタイムラブリー』から移籍。2011年7月27日に電撃大王公式サイトにて作者急病を理由に2011年8月号掲載分で連載終了と発表。
- となりのだんな様（野々原ちき）
- 隣のフランちゃん（箱崎あきら） - 短期集中連載。
- 十惑まよいはとにかくズルい!（上田久、2019年7月号 - 2020年6月号）
- トラキス A School Odyssey（原作：鴨志田一 作画：トマトマト、2012年6月号 - 2014年8月号）
- TRAIN+TRAIN（原作：倉田英之 作画：たくま朋正）
- 渚のサーメイド（テルヤ、2023年3月号 - 2024年4月号）
- なななな（原田将太郎）
- ナンバーガール（谷川ニコ、2012年12月号 - 2013年10月号） - 不定期掲載から正式連載に移行、『コミック電撃だいおうじ』に移籍
- ニニンがシノブ伝（古賀亮一）
- にゃん天堂（うさくん、2013年6月号 - 2015年5月号） - 『うさくんの脳みそやわらかい』というタイトルでの不定期掲載から正式連載に移行
- 猫神たま（はせ☆裕） - 電撃萌王公式サイトでのWeb連載に移行
- NOT LIVES -ノットライヴス-（烏丸渡、2011年8月号 - 2016年12月号）
- のりタマ（オオツカマヒロ）
- 灰の双子は白黒つけずに世界を救います。（七桃りお、2020年4月号 - 2021年11月号）
- 箱庭王国の創造主サマ（七桃りお、2016年4月号 - 2019年2月号）
- はしっぽ花星（こがわみさき、2013年6月号 - 2015年2月号） - 『電撃大王ジェネシス』から移籍、隔月連載
- パパのセクシードール（梶川岳、2023年1月号 - 2024年2月号）
- はやて×ブレード（林家志弦） - 集英社刊『ウルトラジャンプ』へ移籍
- ヒメヤカヒメサマ（原田将太郎）
- PUREまりおねーしょん（髙木信孝）
- 表情が一切わからない白銀さん（Byte、2020年7月号 - 2022年12月号）
- ひよママ（真島悦也）
- 比羅坂日菜子がエロかわいいことを俺だけが知っている。（紺矢ユキオ、2019年6月号 - 2023年2月号）
- ブキミの谷のロボ子さん（伊咲ウタ、2017年10月号 - 2019年4月号）
- BLOOD ALONE（高野真之） - 明確な最終回ではないが、2010年4月2日に、電撃大王公式サイトで連載終了を告知。講談社刊『イブニング』へ移籍。
- ふりだしにおちる!（むっしゅ、2017年7月号 - 2019年4月号）
- ぷりてぃまにぃず（栗橋伸祐）
- 宝石省の新人（まりむぅ、2019年7月号 - 2021年1月号）
- ホーロロギオン（原作：花田十輝 作画：乃花タツ ギオンデザイン：中央東口）
- 魔王のかわいいヤマダはよいこ（きあま紀一、2017年8月号 - 2020年4月号）
- 魔王ビギナーのHow To 世界征服（むらたたいち、2017年1月号 - 2018年1月号）
- まにぃロード（栗橋伸祐）
- 魔法少女管理官・半村久雪（紺矢ユキオ、2013年12月号 - 2014年9月号）
- 魔法使い(♂)と弟子(♀)の不適切なカンケイ（紺矢ユキオ、2009年6月号 - ）
- 魔法使いと竜の屋根裏（烏丸渡、2018年1月号 - 2019年2月号）
- 未確認系クリプトハート（森小太郎、2014年7月号 - 2015年9月号）
- ミサイルとプランクトン（原作：田中ロミオ 漫画：筒井大志、2014年8月号 - 2016年5月号） - 2013年11月号に掲載された読切短編をリメイクして連載化
- 三島凛は信じない!（倉薗紀彦）
- 淫らな邪教に巣喰うモノ（原つもい、2019年1月号 - 2021年3月号）
- 三ツ星カラーズ（カツヲ、2014年9月号 - 2020年8月号）
- みはらし荘の5人の花嫁（松沢まり、2019年12月号 - 2021年6月号）
- 結目ねむりはシテくれなくもない（したらなな、2021年8月号 - 2022年2月号）※2023年1月号にて連載終了が告知
- 銛ガール（岩国ひろひと、2018年12月号 - 2019年11月号）
- やがて君になる（仲谷鳰、2015年6月号 - 2019年11月号）
- やさしいセカイのつくりかた（竹葉久美子、2013年4月号 - 2015年2月号） - 『電撃大王ジェネシス』から移籍
- ヤマダのオロチ（松本ミトヒ。、 - 2012年11月号）
- 有線少女 〜plug-in girl〜（kaya8、 2012年12月号 - 2014年3月号）
- ゆせそま。（kashmir、2015年6月号 - 2017年3月号）
- ユニコーンと寂しがりや少女（藤松盟、2019年9月号 - 2020年8月号）
- 百合星人ナオコサン (kashmir、2005年5月号 - 2014年4月号)
- 宵闇眩燈草紙（八房龍之助）
- 傭兵ガールのお仕事!（原作：内田弘樹 作画：赤澤正之、2019年8月号 - 2020年3月号）
- ラブアレルゲン（原作：あかほりさとる 作画：桂遊生丸、2009年11月号 - ）
- リコとハルと温泉とイルカ（ヒジキ、2011年6月号 - 2013年8月号）
- re:teen 繭の中でもう一度10代のキミと会う（原作：伊達将範 漫画：大堀ユタカ、2015年9月号 - 2016年10月号）

### メディアミックス企画・コミカライズ
- アイドルマスター2 眠り姫（原作：バンダイナムコゲームス 作画：茜虎徹、2011年4月号 - ）
- アクセル・ワールド/デュラル マギサ・ガーデン（原案：川原礫 作画：笹倉綾人、2012年3月号 - 2017年8月号）
- アスラクライン（原作：三雲岳斗 作画：あきづきりょう）
- ADVANCE OF Ζ ティターンズの旗のもとに（みずきたつ）
- あの夏が飽和する。（原作：カンザキイオリ 漫画：武富智、2022年10月号 - 2025年5月号）
- あの夏で待ってる（原作：I*Chi*Ka 作画：毒田ペパ子、2012年3月号 - ）
- アリソン（原作：時雨沢恵一 作画：晴瀬ひろき） - 『電撃コミックガオ!』から移籍
- 一緒に剣の修行をした幼馴染が奴隷になっていたので、Sランク冒険者の僕は彼女を買って守ることにした（原作：笹塔五郎、作画：湊良弘、キャラクターデザイン：菊田幸一、2022年7月号 - 2023年7月号） - 本誌からWEB連載へ移籍
- 異世界帰りのおっさんは父性スキルでファザコン娘達をトロトロに（原作：高橋弘 作画：蘿蔔なずな キャラクターデザイン：あゆま紗由、2019年8月号 - 2022年8月号）
- いますぐお兄ちゃんに妹だっていいたい!（原作：fairys 作画：おだまさる、2012年11月号 - 2014年4月号）
- うた∽かた（小梅けいと）
- 宇宙ショーへようこそ（原作：ベサメムーチョ 作画：小野敏洋、2010年8月号 - ）
- 宇宙のステルヴィア（秋月亮）
- えとたま（原案：吠士隆&是空とおる 原作：白組＆タブリエ・コミュニケーションズ 漫画：氷野広真、2014年1月号 - 2016年1月号）
- ef - a fairy tale of the two.（雅樹里 原作：御影、鏡遊、 - 2015年3月号） - 『電撃コミックガオ!』から移籍、長期休載の後2015年1月号より連載再開
- エロマンガ先生（原作：伏見つかさ 作画：rin キャラクターデザイン：かんざきひろ、2014年7月号 - 2021年7月号）
- エロマンガ先生 山田エルフ大先生の恋する純真ごはん（原作：伏見つかさ 漫画：優木すず キャラクターデザイン：かんざきひろ、2018年9月号 - 2020年1月号）
- おおかみかくし 〜深緋の章〜（原作：コナミデジタルエンタテインメント 作画：夜野みるら）
- オオカミさんと七人の仲間たち（原作：沖田雅 作画：珠洲城くるみ キャラクターデザイン：うなじ）
- 乙女はお姉さまに恋してる（原作：キャラメルBOX 作画：あらきかなお）
- おねがい☆ティーチャー（林家志弦）
- おねがい☆ツインズ（あきかん）
- CHAOS;HEAD（原作：ニトロプラス×5pb. 作画：すみ兵、 - 2009年6月号）
- がくえんゆーとぴあ まなびストレート!（原作：ufotable 作画：たあたんちぇっく）
- 拡散性ミリオンアーサー -群青の守護者-（楓月誠、2013年6月号 - 2015年5月号）
- 革命機ヴァルヴレイヴ 流星の乙女（漫画：大堀ユタカ 脚本：永井真吾 原作：サンライズ、2013年8月号 - 2014年5月号）
- かしまし 〜ガール・ミーツ・ガール〜（原作：あかほりさとる 作画：桂遊生丸）
- 彼女が先輩にNTRれたので、先輩の彼女をNTRます（原作：震電みひろ 作画：宝乃あいらんど キャラクターデザイン：加川壱互、2022年3月号 - 2023年7月号）
- Kanon（原作：Key 作画：森嶋プチ）
- 神様のメモ帳（作画：Tiv 原作：杉井光 キャラクター原案：岸田メル）
- かみちゅ!（鳴子ハナハル）
- 神を【神様ガチャ】で生み出し放題〜実家を追放されたので、領主として気ままに辺境スローライフします〜（原作：こはるんるん 作画：一竜輝 キャラクターデザイン：riritto、2022年10月号 - 2025年5月号）
- 艦隊これくしょん -艦これ- 止まり木の鎮守府（漫画：ヒロイチ 協力/監修：「艦これ」運営鎮守府、2014年7月号 - 2014年12月号） - 『電撃マオウ』に移籍
- キノの旅 the Beautiful World（原作：時雨沢恵一 作画：郷 キャラクターデザイン：黒星紅白、2017年7月号 - 2020年2月号）
- GUNばれ!ゲーム天国（そうま竜也）
- 外道魔術師の憑依譚 〜最強剣士を乗っ取ったら、自分の身体を探すことになった〜（作画：羽鳥ぴよこ 原作：新嶋紀陽 キャラクターデザイン：KeG、2019年10月号 - 2020年11月号）
- ガンパレード・マーチ（さなづらひろゆき）
- ガンパレード・オーケストラ（原作：ソニー・コンピュータエンタテインメント 作画：さなづらひろゆき）
- カンブリアンQTS（原案：TENKY、ライアーソフト 作画：小梅けいと）
- 機神大戦ギガンティック・フォーミュラ（原作：GF 作画：岡昌平）
- 痕 〜きずあと〜（原作：Leaf 作画：月吉ヒロキ、2011年5月号 - 2015年3月号） - 『電撃黒マ王』から移籍、隔月連載
- 機動戦士Ζガンダム外伝 審判のメイス（原案：矢立肇・富野由悠季 作画：ROHGUN ストーリー：神野淳一、2017年1月号 - 2018年9月号） - 電子版には未掲載
- 機動戦士ガンダム0079（原作：矢立肇 作画：近藤和久）
- 境界線上のホライゾン（作画：武中英雄 原作：川上稔 キャラクターデザイン：さとやす、2011年10月号 - 2015年5月号）
- 境界線上のホラ子さん（さくが：羽仁倉雲 げんさく：川上稔 きゃらくたーでざいん：さとやす）
- 行殺・新選組（原作：ライアーソフト 作画：八雲剣豪）
- 腐り姫（原作：ライアーソフト 作画：小梅けいと）
- グッバイ宣言（漫画：あらた伊里、ストーリー：三月みどり、キャラクターデザイン：アルセチカ、原作・監修：Chinozo、2022年9月号 - 2024年7月号）
- G.G.F 〜Gamers Guardian Fairies〜（原作：ブロッコリー キャラクター原案：早瀬あきら 作画：愁☆一樹）
- 劇場版 魔法科高校の劣等生 星を呼ぶ少女（原作：劇場版魔法科高校製作委員会 作画：ピナケス 原案：佐島勤 キャラクターデザイン：石田可奈、2017年10月号 - 2018年8月号）
- 激突のヘクセンナハト（原作：川上稔 作画：剣康之 キャラクターデザイン協力：さとやす(TENKY)、2015年2月号 - 2017年3月号）
- 恋と選挙とチョコレートSLC（原作：sprite 作画：依河和希、2011年5月号 - 2014年1月号）
- ゴールデンタイム（原作：竹宮ゆゆこ 作画：梅ちゃづけ キャラクターデザイン：駒都えーじ、2011年10月号 - 2016年7月号）
- ゴクドーくん漫遊記（原作：中村うさぎ 作画：桐嶋たける）
- こみっくパーティー（原作・監修：AQUAPLUS 作画：犬威赤彦）
- 木漏れ日の並木道（結城みつる）
- さいたまチェーンソー少女（原作：桜坂洋 作画：鶯神楽）
- 冴えない僕が君の部屋でシている事をクラスメイトは誰も知らない（漫画：ももずみ純、原作：ヤマモトタケシ、キャラクターデザイン：アサヒナヒカゲ、2022年7月号 - 2024年7月号）
- G-onらいだーす（小野敏洋）
- C3 -シーキューブ-（原作：水瀬葉月 作画：秋奈つかこ キャラクターデザイン：さそりがため、2011年4月号 - ）
- 地獄ようちえん（原作：テンキャラグランプリ 漫画：軍島曹一郎、 - 2014年11月号）
- シスター・プリンセス
  - シスター♥プリンセス〜12の約束〜（壱河きづく） - 未完のまま終了
  - シスター・プリンセス 〜Re Pure〜（森嶋プチ）
- 灼眼のシャナ（原作：高橋弥七郎 作画：笹倉綾人 作画原案：いとうのいぢ）
- 車輪の国、向日葵の少女（原作：あかべぇそふとつぅ　作画：宇佐美渉、 - 2011年2月号）
- 少女は書架の海で眠る（原作：支倉凍砂 作画：松風水蓮、2014年8月号 - 2015年9月号）
- SHIROBAKO〜上山高校アニメーション同好会〜（原作：武蔵野アニメーション 脚本：杉原研二 作画：ミズタマ、2014年11月号 - 2016年1月号）
- 真月譚 月姫（原作：TYPE-MOON 作画：佐々木少年）
- 神魂合体ゴーダンナー!!（せたのりやす）
- スーパーロボット大戦OG -ディバイン・ウォーズ-（原作：バンプレスト 作画：木村明広 監修：寺田貴信）
- スカシカシパンマン〜まんざらでもない大冒険〜（漫画：ほんだありま キャラクターデザイン：中川翔子）
- スターシップ・オペレーターズ（原作：水野良 作画：内藤隆）
- ストライク・ザ・ブラッド（原作：三雲岳斗 作画：TATE キャラクターデザイン：マニャ子、2012年8月号 - 2017年2月号）
- ストラトス・フォー（桐嶋たける）
- すぴぱら girl's diary（犬居なぎ） - 複数の媒体での漫画連載とPCゲームによるメディアミックス企画『すぴぱら』の一作品
- ゼーガペイン外伝（矢吹豪）
- 星界の紋章（原作：森岡浩之 作画：小野敏洋）
- 世界一難しいギャルゲ 〜ハートをつかんで世界征服!〜（原作：まっくす 漫画：住咲ゆづな キャラクターデザイン：ni、2018年6月号 - 2019年5月号）
- 絶対ナル孤独者（原作：川原礫 作画：越水ナオキ キャラクターデザイン：シメジ、2015年8月号 - 2018年3月号）
- 戦国†恋姫〜乙女絢爛☆戦国絵巻〜 ば〜さす!（原作：BaseSon 作画：華師、2014年6月号 - 2015年7月号）
- 蒼穹のファフナー（現津みかみ）
- ソードアート・オンライン キス・アンド・フライ（原作：川原礫 作画：べっこうリコ キャラクターデザイン：abec、2022年6月号 - 2023年6月号）
- sola（原作：久弥直樹 キャラクター原案：七尾奈留 作画：阿倍野ちゃこ）
- ソラとウミのアイダ（原作・監修：広井王子/フォワードワークス 作画：べっこうリコ、2017年11月号 - 2019年1月号）
- ソ・ラ・ノ・ヲ・ト（原作：Paradores 作画：神馬耶樹）
- 宇宙をかける少女D（作画：けこちゃ 原作：矢立肇 シナリオ：岡田邦彦 構成協力：樋口達人）
- T.P.さくら 〜タイムパラディンさくら〜（原作：CIRCUS 作画：藤井理乃、2011年2月号 - ）
- ダブルブリッド（原作：中村恵里加 作画：しろー）
- 探偵・日暮旅人の隠し物 〜刑事・増子すみれの事件簿〜（原作：山口幸三郎 作画：上田キク キャラクターデザイン：煙楽、2015年10月号 - 2016年12月号）
- 探偵・日暮旅人の結び物（原作：山口幸三郎 作画：上田キク キャラクターデザイン：煙楽、2017年1月号 - 2017年4月号）
- 中ボスさんレベル99、最強の部下たちとともに二周目突入!（原作：猿渡かざみ 作画：天瀬晴之、2019年11月号 - 2020年12月号）※2021年6月号にて連載終了が告知
- 罪と罰 地球の継承者（大塚寛）
- ティンクル☆くるせいだーす（原作：Lillian 作画：有馬侭）
- ティンクル☆くるせいだーすGoGo!（原作：Lillian 作画：ヒジキ、2009年7月号 - ）
- 鉄道むすめ〜Terminal Memory〜（漫画：MATSUDA98 ストーリー協力：明科実裕 原案：トミーテック）
- 天元突破グレンラガン（森小太郎 原作：GAINAX 監修：中島かずき） - 『電撃コミックガオ!』から移籍
- とある偶像の一方通行さま（原作：鎌池和馬 作画：舘津テト キャラクターデザイン：はいむらきよたか・山路新、2015年12月号 - 2019年1月号）
- とある科学の一方通行（原作：鎌池和馬 作画：山路新 キャラクターデザイン：はいむらきよたか・山路新、2014年2月号 - 2020年9月号）
- とある科学の超電磁砲外伝 アストラル・バディ（原作：鎌池和馬 作画：乃木康仁 キャラクターデザイン：はいむらきよたか、2017年6月号 - 2020年9月号）
- To Heart（原作：Leaf 作画：高雄右京）
- ToHeart2（原作：AQUAPLUS 作画：御形屋はるか）
- ToHeart Remember my memories（原作：AQUAPLUS、THR・Works 作画：高雄右京）
- 図書館戦争 SPITFIRE!（原作：有川浩 作画：ふる鳥弥生） - 作者病気療養のため打ち切り
- ドラゴンナイト4（冨樫）
- トランスフォーマー キスぷれ（大嶋優木）
- 凪のあすから（原作：Project-118 漫画：前田理想、2013年6月号 - 2016年5月号）
- はたらく魔王さま!（原作：和ヶ原聡司 作画：柊暁生 キャラクターデザイン：029、2012年2月号 - 2025年7月号）
- バディ・コンプレックス（原作：矢立肇 作画：緒原博綺、2014年3月号 - 2014年12月号）
- Hello,Hello and Hello（原作：葉月文 作画：テルヤ キャラクターデザイン：ぶーた、2019年1月号 - 7月号）
- 108回殺された悪役令嬢 すべてを思い出したので、乙女はルビーでキセキします（原作：なまくら 作画：鳥生ちのり キャラクターデザイン：鍋島テツヒロ、2020年11月号 - 2023年1月号）
- 〜百花繚乱〜戦国乙女（漫画：しなのゆら 脚本・キャラクターデザイン：白組） - パチンコ台『CR戦国乙女』の漫画化
- 百花繚乱 戦国乙女 -カラクリ騒動編-（原作：平和 脚本構成：白組  ネーム構成：七桃りお 作画：八幡、2018年9月号 - 2019年2月号）
- フィギュア17 つばさ&ヒカル（中平凱）
- ブギーポップ・デュアル 負け犬たちのサーカス（原案：上遠野浩平 作画：高野真之）
- ブギーポップは笑わない VSイマジネーター（原作：上遠野浩平 作画：越水ナオキ キャラクターデザイン：緒方剛志、2018年8月号 - 2019年8月号）
- フタコイ オルタナティブ（あらきかなお）
- プリズム・アーク（原作：ぱじゃまソフト 作画：佐伯達也）
- ヘキサムーン・ガーディアンズ（原作：インクリメントP 作画：鈴木典孝）
- ベターマン（山田秋太郎）
- 変形少女 school☆days（原作：変形少女製作委員会 漫画：吉北ぽぷり、2017年11月号 - 2018年9月号）
- 僕が答える君の謎解き（原作：紙城境介 作画：飛口芽衣 キャラクターデザイン：羽織イオ、2021年9月号 - 2022年9月号）
- 星の海のアムリ（原作：米たにヨシトモ 作画：稲瀬信也）
- WHITE ALBUM（原作：AQUAPLUS 作画：阿倍野ちゃこ）
- 舞-HiME戦（作画：皇帝龍 脚本：涼風涼 原作：矢立肇）
- マブラヴ（高雄右京）
- マブラヴ アンリミテッド（原作：アージュ 作画：緋呂河とも）
- マブラヴ オルタネイティヴ（原作：アージュ 作画：蒔島梓、2007年10月号 - 2017年6月号）
- マブラヴ オルタネイティヴ トータル・イクリプス（原作：吉宗鋼紀 作画：イシガキタカシ）
- マブラヴ オルタネイティヴ トータル・イクリプス rising（原作：吉宗鋼紀 作画：ROHGUN、2012年7月号 - 2016年7月号）
- 魔法科高校の優等生（原作：佐島勤 作画：森夕 キャラクターデザイン：石田可奈、2012年6月号 - 2020年8月号）
- 魔法科高校の劣等生 会長選挙編（原作：佐島勤 作画：柚木N' キャラクターデザイン：石田可奈、2018年6月号 - 11月号）
- 魔法科高校の劣等生 古都内乱編（原作：佐島勤 作画：柚木N' キャラクターデザイン：石田可奈、2019年5月号 - 2022年3月号）
- 魔法科高校の劣等生 スティープルチェース編（原作：佐島勤 作画：蒼和伸 キャラクターデザイン：石田可奈、2019年5月号 - 2021年1月号）
- 魔法科高校の劣等生 追憶編（原作：佐島勤 作画：依河和希 キャラクターデザイン：石田可奈、2014年4月号 - 2015年9月号）
- 魔法科高校の劣等生 夏休み編（原作：佐島勤 作画：柚木N' キャラクターデザイン：石田可奈、2016年12月号 - 2018年2月号）
- 魔法科高校の劣等生 南海騒優編（原作：佐島勤 作画：蒼和伸 キャラクターデザイン：石田可奈、2021年4月号 - 2022年10月号）
- 魔法遊戯（桂遊生丸）
- マリンアタック（原作：TEAM PLUs+ 作画：烏丸渡）
- 無限のリヴァイアス（原作：矢立肇 作画：栗橋伸祐、）
- 紫色のクオリア（原作：うえお久光 作画：綱島志朗、2011年3月号 - 2013年10月号）
- メルクリウスプリティ（西野司）
- 森口織人の帝王学（原作：おかゆまさき 作画：真田鈴、 - 2009年7月号）
- 勇者王ガオガイガー（原作：矢立肇 作画：大森葵）
- ゆめりあ（桂遊生丸）
- 夜明け前より瑠璃色な（原作：オーガスト 作画：脳みそホエホエ）
- らいむいろ戦奇譚（しらゆき昭士郎）
- ラピスリライツ（漫画：ヒロイチ 漫画版構成：永井真吾 原作：Project PARALLEL、2019年12月号 - 2021年3月号）
- リベリオ・マキナ（原作：ミサキナギ 作画：舘津テト キャラクターデザイン：れい亜、2019年8月号 - 2021年1月号）
- Rewrite:SIDE-R（原作：Key 作画：川上修一、2011年4月号 - 2013年9月号）
- RWBY 氷雪帝国 THE COMIC（原作：Team RWBY Project、漫画：スエカネクミコ、2022年8月号 - 2024年1月号）
- 錬金3級 まじかる?ぽか〜ん（どれえじゃっきぃ）
- ログ・ホライズン外伝 HoneyMoonLogs（原作：橙乃ままれ 作画：松モトヤ、2012年3月号 - 2014年8月号）
- 我が家のお稲荷さま。（原作：柴村仁 作画：松風水蓮 キャラクターデザイン：放電映像） - 『電撃コミックガオ!』から移籍
- ワルキューレロマンツェ 少女騎士物語（原作：Ricotta 作画：蜜キング 構成協力：藤代百、2012年5月号 - ）

### 小説
- 城姫異聞 城姫クエスト戦国編（著：痩田馬一 イラスト：沖野琉人、2014年9月号 - 2016年2月号）

## 映像化作品

### テレビアニメ
| 作品                                 | 放送年                 | アニメーション制作                                | 備考                               |
| ------------------------------------ | ---------------------- | ------------------------------------------------- | ---------------------------------- |
| 鉄コミュニケイション                 | 1998年-1999年          | A.P.P.P.                                          |                                    |
| D4プリンセス                         | 1999年                 | 童夢                                              |                                    |
| ココロ図書館                         | 2001年                 | スタジオディーン                                  |                                    |
| あずまんが大王                       | 2002年                 | J.C.STAFF                                         | OVA、映画あり                      |
| GUNSLINGER GIRL                      | 2003年-2004年（第1期） | マッドハウス                                      | 未放映2話（第2期）あり             |
| GUNSLINGER GIRL                      | 2008年（第2期）        | アートランド                                      | 未放映2話（第2期）あり             |
| ニニンがシノブ伝                     | 2004年                 | ユーフォーテーブル                                |                                    |
| 苺ましまろ                           | 2005年                 | 童夢                                              | OVAあり                            |
| 鍵姫物語 永久アリス輪舞曲            | 2006年                 | トライネットエンタテインメント ピクチャーマジック |                                    |
| かしまし 〜ガール・ミーツ・ガール〜  | 2006年                 | スタジオ雲雀                                      | OVAあり                            |
| がくえんゆーとぴあ まなびストレート! | 2007年                 | ufotable                                          | 未放送1話あり                      |
| ケメコデラックス!                    | 2008年                 | ハルフィルムメーカー                              |                                    |
| とある科学の超電磁砲（アニメ）       | 2009年-2010年（第1期） | J.C.STAFF                                         | OVAあり                            |
| とある科学の超電磁砲（アニメ）       | 2013年（第2期）        | J.C.STAFF                                         | OVAあり                            |
| とある科学の超電磁砲（アニメ）       | 2020年（第3期）        | J.C.STAFF                                         | OVAあり                            |
| とある科学の超電磁砲（アニメ）       | 未公表（第4期）        | J.C.STAFF                                         | OVAあり                            |
| 三ツ星カラーズ                       | 2018年                 | SILVER LINK.                                      |                                    |
| やがて君になる                       | 2018年                 | TROYCA                                            |                                    |
| とある科学の一方通行                 | 2019年                 | J.C.STAFF                                         |                                    |
| 魔法科高校の優等生（アニメ）         | 2021年                 | CONNECT                                           | 『魔法科高校の劣等生』のスピンオフ |

### OVA
| 作品               | 年            | アニメーション制作 | 備考 |
| ------------------ | ------------- | ------------------ | ---- |
| 百合星人ナオコサン | 2010年-2012年 | ufotable           |      |

### テレビドラマ
| 作品                   | 放送年 | 制作                               | 備考 |
| ---------------------- | ------ | ---------------------------------- | ---- |
| 新米姉妹のふたりごはん | 2019年 | テレビ東京 ADKクリエイティブ・ワン |      |
| さらば、佳き日         | 2023年 | テレビ東京、PROTX                  |      |

## 発行部数
いずれも公称であり、印刷証明された数字ではない。
- 2004年 25万部
- 2005年 25万部
- 2006年 25万部
- 2007年 10万部
- 2008年 13万部
- 2009年 10万部